# Sint-Andriesbasiliek

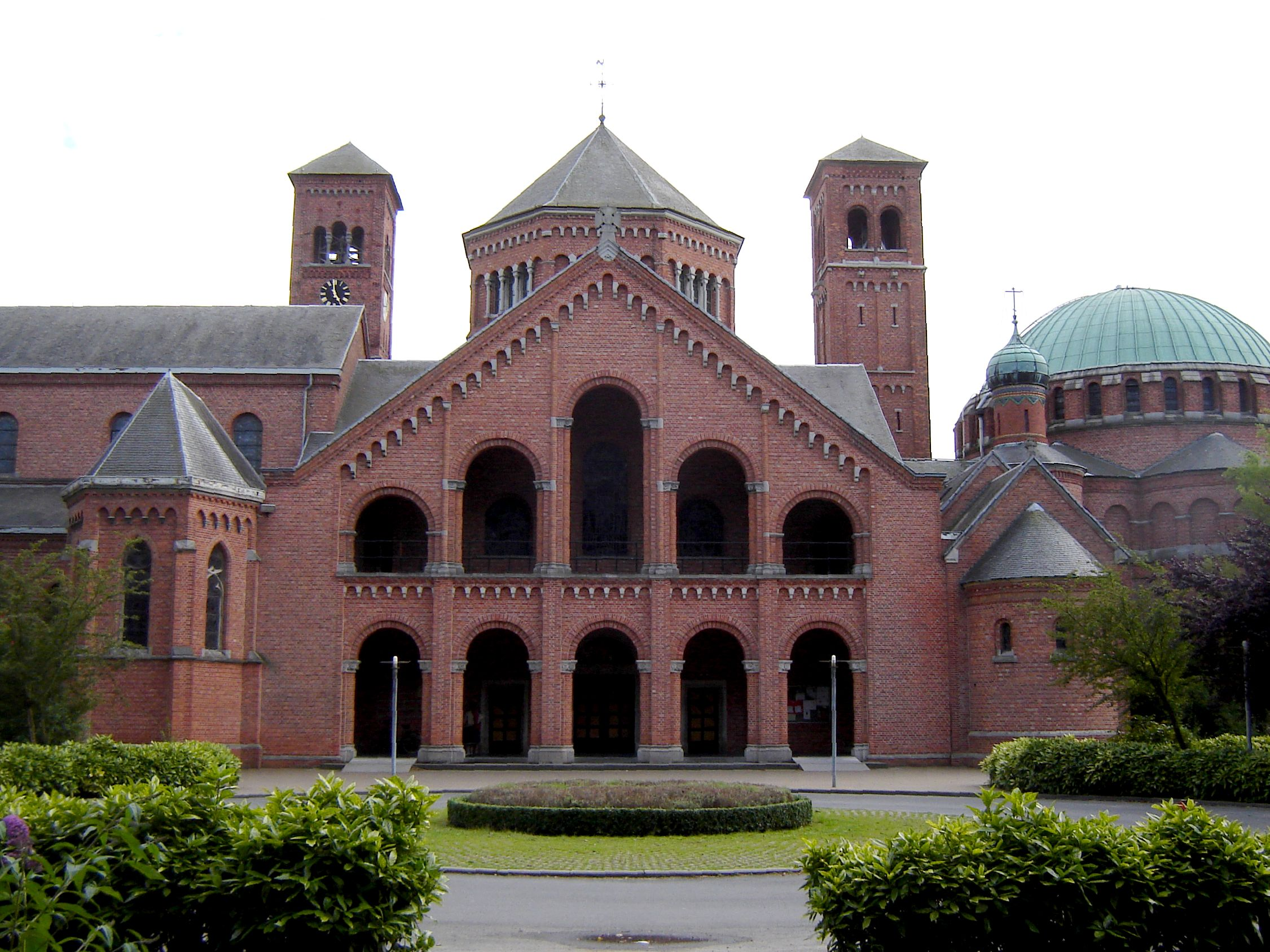
De kerk van de Sint-Andriesabdij

De Sint-Andriesbasiliek is de kerk van de Sint-Andriesabdij in Brugge.

## Geschiedenis
Het jaar 1952 was een feestelijk jaar voor de Sint-Andriesabdij, die de vijftigste verjaardag vierde van zijn stichting en tevens het jubileum van de veertig jaar als abt van dom Théodore Nève de Mevergnies.
De gebouwen van de abdij, gedomineerd door de kerk, waren tegen die tijd praktisch voltooid. Voor een abdijkerk ging het wel om een zeer groot gebouw. Het verwees naar de zeven basilieken in Rome, door in het kerkgebouw zeven afzonderlijke kerken of kapellen van uiteenlopende omvang in te richten.
Op 8 september 1952 werd de kerk als geheel verheven tot 'basilica minor', in rang gelijk, binnen het bisdom Brugge, aan de Heilig Bloedbasiliek in Brugge en de Basiliek van Onze-Lieve-Vrouw van Dadizele.

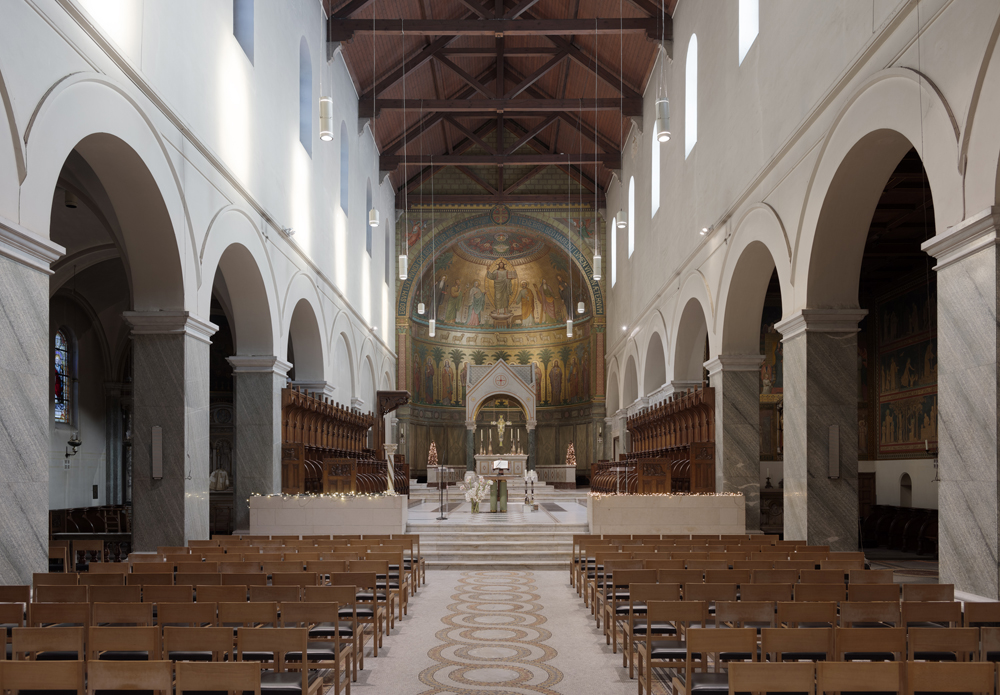
Interieur
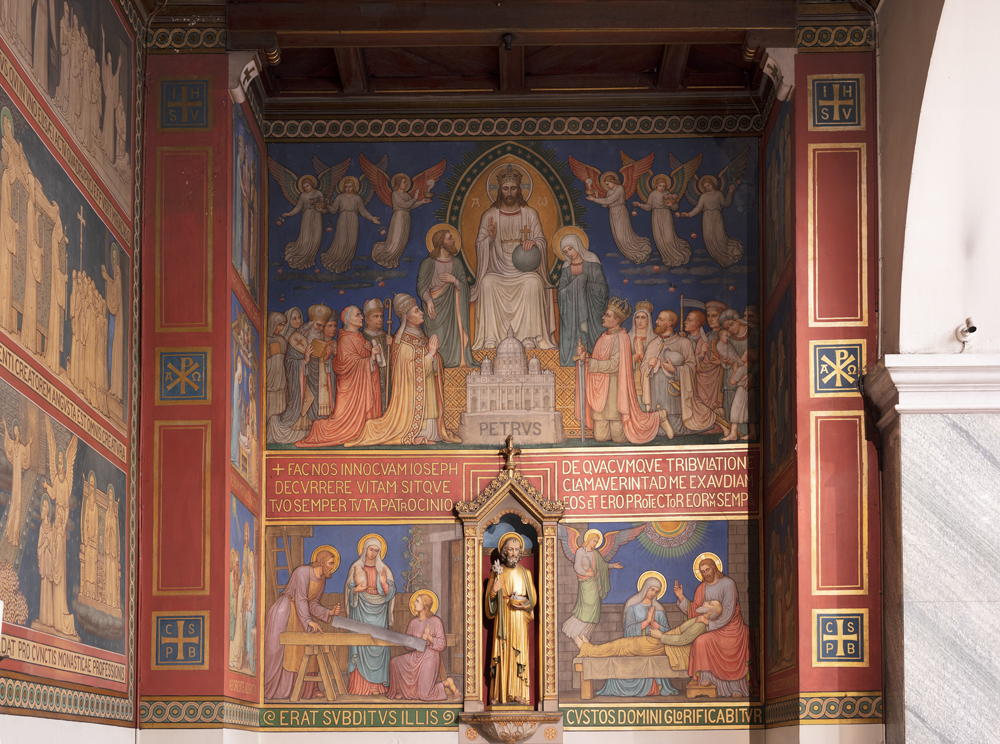
Muurschilderingen
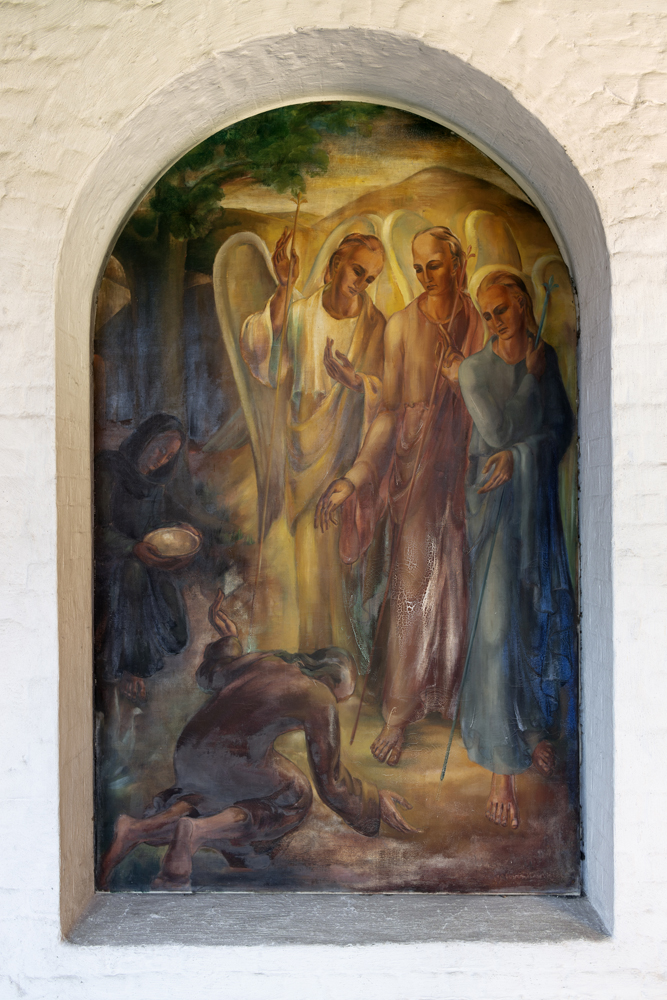
Kloostergang
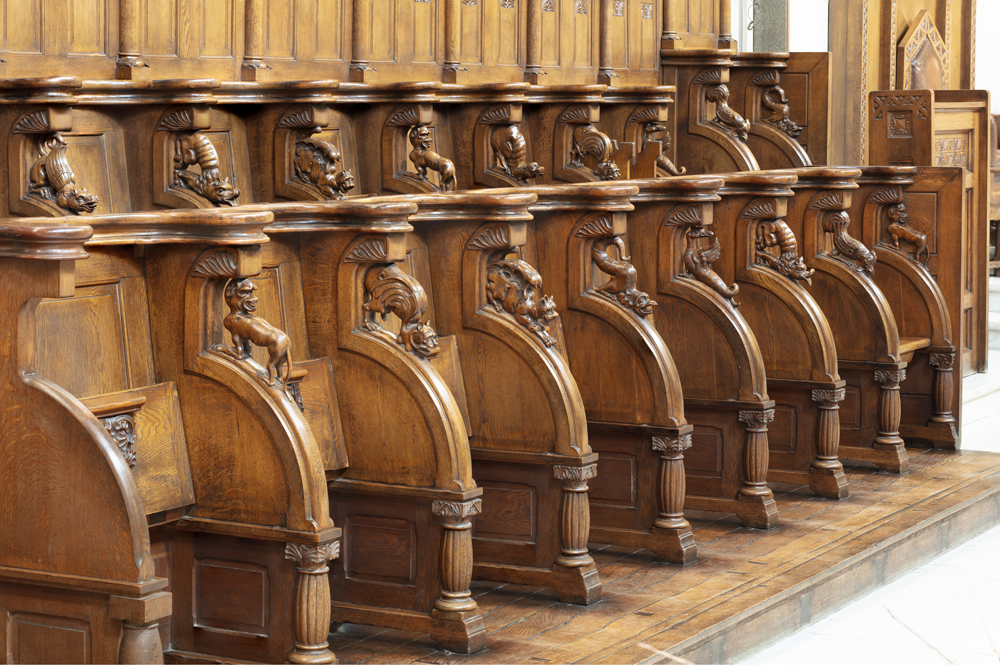
Koorgestoelte
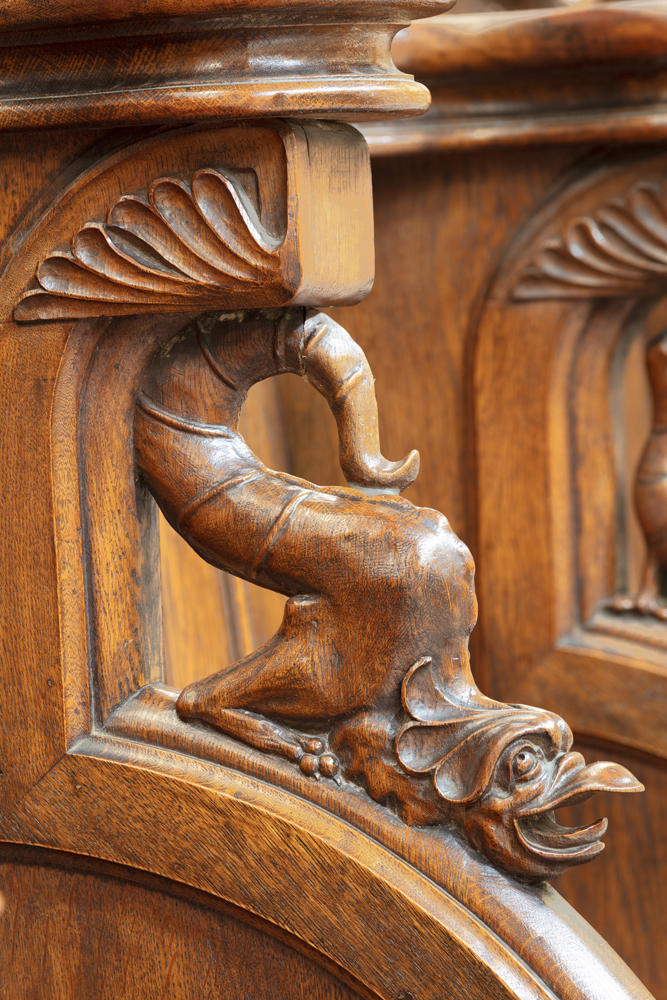
Koorgestoelte (detail)